# عبد الرزاق الإصفهاني
الشيخ عبد الرزاق بن علي رضا بن عبد الحسين بن أبي طالب الأصفهاني الهمداني (1291 هـ - 1383 هـ). هو رجل دين ومحدث شيعي إيراني، ويشتهر بلقب الواعظ الهمداني، ولقبه الهمداني هو نسبة إلى مدينة همدان إذ استقر فيها، أمَّا الأصفهاني فهو نسبة إلى أصفهان، وهي مسقط رأسه. وقد عُرف الأصفهاني بانتقاده للشيخيَّة إذ برزت مؤلفاته ومصنفاته التي كتبها في الرد عليهم ونقد أفكارهم وآرائهم.(1)

## ولادته ونشأته
كانت ولادة الأصفهاني سنة 1291 هـ في أصفهان التي هاجر إليها جده من قزوين، وقد هاجر والده إلى كربلاء سنة 1300 هـ فصحبه معه، وبها ابتدأ دراسة المراحل الأولى من المواد المُقرّرة في الحوزة والتي يصطلح عليها عنوان المقدمات، وقد رحلت والدته إلى همدان فصحبها وتوطن بهمدان وواصل دراسة العلوم الدينية فيها، واتجه إلى الخطابة، واشتغل بالتأليف.

## مؤلفاته
له عدد من المؤلفات العربيَّة والفارسيَّة، وقد برز منها ردوده على الشيخيَّة، ومن مؤلفاته:
| - السيف القاطع في إبطال الركن الرابع. باللغة الفارسيَّة في مناقشة الركن الرابع الذي يعتقد به الشيخيَّة الكرمانيَّة. - الخلافية بين الشيخية وسائر الإمامية. - سؤال وجواب بين الشيخية والمتشرعة. - هداية الطالبين في أصول الدين. باللغة الفارسية في الرد على الشيخية. - فهرس عقائد الشيخية. - زيد وزينب وقضيتهما. | - فصل الخطاب في تنقيح الحجاب. - رسالة في الغناء. - ذريعة المعاد في شرح نجاة العباد. - الهداية في رد الصوفية. - المواعظ المنبرية. - الفيصل في تحريف الكتاب.. |

## الهوامش
- 1 - الشيخيَّة هم قسم من الشيعة الإثني عشريَّة، وينقسمون إلى قسمين؛ الكرمانيَّة وهم أتباع محمد كريم خان الكرماني، والأسكوئيَّة أتباع حسن گوهر الحائري الذين صاروا يعرفون فيما بعد بالإحقاقيَّة نسبة إلى موسى الإحقاقي. وأتباع القسم الثاني بشكل عام يرفضون لقب (الشيخيَّة) ويصرون على أنهم لا يختلفون عقائدياً مع بقية الشيعة الإثني عشريَّة، وهم أقرب إلى بقية الشيعة من القسم الأول.